# Hyndford Bridge
Die Hyndford Bridge ist eine Straßenbrücke nahe der schottischen Stadt Lanark in der Council Area South Lanarkshire. 1971 wurde das Bauwerk in die schottischen Denkmallisten in die höchste Kategorie A aufgenommen. Eine ehemalige Einstufung als Scheduled Monument wurde 1996 aufgehoben.

## Beschreibung
Die Hyndford Bridge wurde zwischen 1771 und 1773 erbaut. Den Entwurf lieferte der schottische Ingenieur Alexander Stevens, der zu den bedeutendsten schottischen Brückenkonstrukteuren seiner Zeit zählte und auch die Bauarbeiten durchführte. Der Mauerwerksviadukt überspannt den Clyde rund drei Kilometer südöstlich von Lanark mit fünf Segmentbögen. Der zentrale Bogen ist hierbei mit einer lichten Weite von 18,3 m bei einer lichten Höhe von 5,2 m der größte. Die lichten Weiten verringern sich zu den äußeren Bögen hin über 16,8 m auf 9,1 m. Anders als an Pfeilern und Bögen ist in den Zwickeln grob behauener Bruchstein verbaut.
Die geschwungenen Eisbrecher an den Pfeilern sind inspiriert vom französischen Brückenbau und ähneln jenen an der Teviot Bridge, die Stevens ebenfalls entwarf. Sie sind halbrund über die Pfeiler fortgeführt und enden als Fusgängernischen in den Brüstungen. Die lichte Weite zwischen den Brüstungen beträgt 5,8 m. Sie sind mit Obelisken ornamentiert. Die Brücke führt die A70 über den Clyde. Sie ist an dieser Stelle zusammen mit der A73 geführt. Beide Straßen trennen sich auf beiden Seiten kurz jenseits der Brücke.